# ICC U19-Cricket-Weltmeisterschaft 2020
Die ICC U19-Cricket-Weltmeisterschaft 2020 war die zwölfte Austragung der vom International Cricket Council organisierten Junioren Cricket-Weltmeisterschaft und wurde vom 17. Januar bis zum 9. Februar 2020 in Südafrika ausgetragen. Die Weltmeisterschaft wurde im One-Day International-Format ausgetragen, bei dem jedes Team jeweils ein Innings über maximal 50 Over bestritt. Im Finale konnte sich Bangladesch mit 3 Wickets (nach DLS-Methode) gegen Indien durchsetzen.

## Teilnehmer
Neben elf der zwölf Vollmitgliedern wurden weitere fünf Mannschaften durch Qualifikationsturniere festgelegt.
| - Afghanistan - Australien - Bangladesch - Kanada - England - Indien - Japan - Neuseeland | - Nigeria - Pakistan - Schottland - Simbabwe - Sri Lanka - Südafrika - Ver. Arab. Emirate - West Indies |

## Format
In vier Vorrundengruppen spielte jeder gegen jeden, wobei ein Sieg zwei Punkte, ein Unentschieden oder ein No Result einen Punkt einbrachte. Die jeweils zwei besten Teams qualifizierten sich für die Hauptrunde, die im Playoff-Modus mit Viertel- und Halbfinale ausgetragen wurde. Die Verlierer des Viertelfinales spielten ebenfalls ein Halbfinale aus. Die jeweils beiden Gruppenletzten einer Gruppe der Vorrunde spielten in der Plate-Competition weiter. Auch diese wurde im Playoff-Modus ausgetragen, und im Plate-Finale ein Trostrundensieger bestimmt. 

## Vorrunde

### Gruppe A
Tabelle
| Gruppe A   | Sp. | S | N | NR | P | NRR    |
| ---------- | --- | - | - | -- | - | ------ |
| Indien     | 3   | 3 | 0 | 0  | 6 | +3.598 |
| Neuseeland | 3   | 2 | 1 | 0  | 4 | –0.577 |
| Sri Lanka  | 3   | 1 | 2 | 0  | 2 | –0.214 |
| Japan      | 3   | 0 | 3 | 0  | 0 | –5.508 |

### Gruppe B
Tabelle
| Gruppe B    | Sp. | S | N | NR | P | NRR    |
| ----------- | --- | - | - | -- | - | ------ |
| West Indies | 3   | 3 | 0 | 0  | 6 | +2.340 |
| Australien  | 3   | 2 | 1 | 0  | 4 | +1.255 |
| England     | 3   | 1 | 2 | 0  | 2 | +0.837 |
| Nigeria     | 3   | 0 | 3 | 0  | 0 | –5.074 |

### Gruppe C
Tabelle
| Gruppe C    | Sp. | S | N | NR | P | NRR    |
| ----------- | --- | - | - | -- | - | ------ |
| Bangladesch | 3   | 2 | 0 | 1  | 5 | +5.008 |
| Pakistan    | 3   | 2 | 0 | 1  | 5 | +2.706 |
| Simbabwe    | 3   | 1 | 2 | 0  | 2 | +0.478 |
| Schottland  | 3   | 0 | 3 | 0  | 0 | –4.804 |

### Gruppe D
Tabelle
| Gruppe D           | Sp. | S | N | NR | P | NRR    |
| ------------------ | --- | - | - | -- | - | ------ |
| Afghanistan        | 3   | 2 | 0 | 1  | 5 | +2.927 |
| Südafrika          | 3   | 2 | 1 | 0  | 4 | +0.488 |
| Ver. Arab. Emirate | 3   | 1 | 2 | 0  | 2 | –1.104 |
| Kanada             | 3   | 0 | 2 | 1  | 1 | –2.253 |

## Hauptrunde

### Viertelfinale
| 28. Januar Scorecard | Potchefstroom (JMO) | Indien 233-9 (50)          | – | Australien 159 (43.3) |
|                      |                     | Indien gewinnt mit 74 Runs |   |                       |

| 29. Januar Scorecard | Potchefstroom (WP) | West Indies 238 (47.5)           | – | Neuseeland 239-8 (49.4) |
|                      |                    | Neuseeland gewinnt mit 2 Wickets |   |                         |

| 30. Januar Scorecard | Potchefstroom (JMO) | Bangladesch 261-5 (50)           | – | Südafrika 157 (42.3) |
|                      |                     | Bangladesch gewinnt mit 104 Runs |   |                      |

| 31. Januar Scorecard | Potchefstroom (WP) | Afghanistan 189 (49.1)         | – | Pakistan 190-4 (41.1) |
|                      |                    | Pakistan gewinnt mit 6 Wickets |   |                       |

### Halbfinale (5. – 8. Platz)
| 1. Februar Scorecard | Potchefstroom (JMO) | Südafrika 143 (38.2)              | – | West Indies 147-6 (41.4) |
|                      |                     | West Indies gewinnt mit 4 Wickets |   |                          |

| 2. Februar Scorecard | Potchefstroom (NWU) | Afghanistan 191-7 (50)           | – | Australien 195-6 (49.5) |
|                      |                     | Australien gewinnt mit 4 Wickets |   |                         |

### Halbfinale (1. – 4. Platz)
| 4. Februar Scorecard | Potchefstroom (JMO) | Pakistan 172 (43.1)           | – | Indien 176-0 (35.2) |
|                      |                     | Indien gewinnt mit 10 Wickets |   |                     |

| 6. Februar Scorecard | Potchefstroom (NWU) | Neuseeland 211-8 (50)             | – | Bangladesch 215-4 (44.1) |
|                      |                     | Bangladesch gewinnt mit 6 Wickets |   |                          |

### Spiel um den 7. Platz
| 5. Februar Scorecard | Benoni | Südafrika 154 (39.3)              | – | Afghanistan 158-5 (40.2) |
|                      |        | Afghanistan gewinnt mit 5 Wickets |   |                          |

Südafrika gewann den Münzwurf und entschied sich als Schlagmannschaft zu beginnen. Als Spieler des Spiels wurde Shafiqullah Ghafari ausgezeichnet.

### Spiel um den 5. Platz
| 7. Februar Scorecard | Benoni | Australien 319-8 (50) | – | West Indies 62-1 (12.3) |
|                      |        | No Result             |   |                         |

West indies gewann den Münzwurf und entschied sich als Feldmannschaft zu beginnen.

### Spiel um den 3. Platz
| 8. Februar Scorecard | Benoni | Sri Lanka | – | Nigeria |
|                      |        | Abgesagt  |   |         |

Spiel auf Grund von Regen abgesagt. Pakistan erhielt auf Grund einer besseren Vorrundenleistung den dritten Platz zugeteilt.

### Finale
| 9. Februar Scorecard | Potchefstroom (JMO) | Indien 177 (47.2)                              | – | Bangladesch 170-7 (42.1/46) |
|                      |                     | Bangladesch gewinnt mit 3 Wickets (D/L method) |   |                             |

Bangladesch gewann den Münzwurf und entschied sich als Feldmannschaft zu beginnen. Als Spieler des Spiels wurde Akbar Ali ausgezeichnet.

## Trostrunde

### Trostrunden-Viertelfinale
| 27. Januar Scorecard | Potchefstroom (IO) | Sri Lanka 306-7 (50)           | – | Nigeria 73 (17.3) |
|                      |                    | Sri Lanka gewinnt mit 233 Runs |   |                   |

| 27. Januar Scorecard | Potchefstroom (WO) | Japan 93 (38.4)               | – | England 94-1 (11.3) |
|                      |                    | England gewinnt mit 9 Wickets |   |                     |

| 28. Januar Scorecard | Potchefstroom (IO) | Simbabwe 271-7 (50)          | – | Kanada 176 (47.3) |
|                      |                    | Simbabwe gewinnt mit 95 Runs |   |                   |

| 28. Januar Scorecard | Potchefstroom (WO) | Ver. Arab. Emirate 249 (49)      | – | Schottland 250-3 (44.3) |
|                      |                    | Schottland gewinnt mit 7 Wickets |   |                         |

### Trostrunden-Halbfinale (13. – 16. Platz)
| 30. Januar Scorecard | Potchefstroom (NWU) | Nigeria 145 (46.4)                                 | – | Ver. Arab. Emirate 146-3 (29.2) |
|                      |                     | Vereinigte Arabische Emirate gewinnt mit 7 Wickets |   |                                 |

| 30. Januar Scorecard | Potchefstroom (IO) | Kanada 300-7 (50)           | – | Japan 118 (29.4) |
|                      |                    | Kanada gewinnt mit 182 Runs |   |                  |

### Trostrunden-Halbfinale (9. – 12. Platz)
| 30. Januar Scorecard | Potchefstroom (IO) | Sri Lanka 277-6 (50)                       | – | Schottland 149-8 (40) |
|                      |                    | Sri Lanka gewinnt mit 97 Runs (D/L method) |   |                       |

| 31. Januar Scorecard | Kimberley (DO) | England 286-9 (50)          | – | Simbabwe 211 (40.5) |
|                      |                | England gewinnt mit 75 Runs |   |                     |

### Spiel um den 15. Platz
| 1. Februar Scorecard | Potchefstroom (IO) | Japan 115 (42)                | – | Nigeria 116-2 (22.4) |
|                      |                    | Nigeria gewinnt mit 8 Wickets |   |                      |

Japan gewann den Münzwurf und entschied sich als Schlagmannschaft zu beginnen. Als Spieler des Spiels wurde Ifeanyichukwu Uboh ausgezeichnet.

### Spiel um den 13. Platz
| 1. Februar Scorecard | Potchefstroom (WO) | Ver. Arab. Emirate 174 (44.1) | – | Kanada 179-6 (42.2) |
|                      |                    | Kanada gewinnt mit 4 Wickets  |   |                     |

Kanada gewann den Münzwurf und entschied sich als Feldmannschaft zu beginnen. Als Spieler des Spiels wurde Udaybir Walia ausgezeichnet.

### Spiel um den 11. Platz
| 2. Februar Scorecard | Kimberley (DO) | Simbabwe 354-8 (50)           | – | Schottland 182 (33.4) |
|                      |                | Simbabwe gewinnt mit 172 Runs |   |                       |

Simbabwe gewann den Münzwurf und entschied sich als Schlagmannschaft zu beginnen. Als Spieler des Spiels wurde Privilege Chesa ausgezeichnet.

### Trostrunden-Finale
| 3. Februar Scorecard | Benoni | England 279-7 (50)           | – | Sri Lanka 127 (31) |
|                      |        | England gewinnt mit 152 Runs |   |                    |

Sri Lanka gewann den Münzwurf und entschied sich als Feldmannschaft zu beginnen. Als Spieler des Spiels wurde Hasitha Boyagoda ausgezeichnet.

## Abschlussrangliste
| Pl. | Team               |
| --- | ------------------ |
| 1   | Bangladesch        |
| 2   | Indien             |
| 3   | Pakistan           |
| 4   | Neuseeland         |
| 5   | West Indies        |
| 6   | Australien         |
| 7   | Afghanistan        |
| 8   | Südafrika          |
| 9   | England            |
| 10  | Sri Lanka          |
| 11  | Simbabwe           |
| 12  | Schottland         |
| 13  | Kanada             |
| 14  | Ver. Arab. Emirate |
| 15  | Nigeria            |
| 16  | Japan              |